# Кристина Шваниц
Кристина Шваниц (Дрезден, 24. децембар 1985) је немачка атлетичарка специјалиста за бацање кугле.

## Каријера
Кристина Шваниц се први пут попела на победничко постоље 2004. после освајања трећег места на Светског јуниорског првенства у Гросету, а затим је следеће године у Ерфурту освојила сребрну медаљу на Европском првенству млађих сениора (до 23 године) иза њене земљакиње Петре Ламерт.
Године 2008, поправила је своје личне рекорде у дворани и на отвореном. У фебруару у Кемницу на такмичењу у дворани бацила је куглу на 19,68 м, а у јуну 19,31 м на отвореном у Шенебеку. Исте године на Олимпијским играма 2008. у Пекингу била је 11. резултатом 18,27 м, а на Светском првенству 2009. у Берлину са 17,84 м дванаеста.
Највећи успех у досадашњој каријери постигла је на Европском првенству у дворани 2011. освајањем прве медаље у сениорској конкуренцији резултатом 18,65 м . 

### Значајнији резултати
| Датум | Такмичење                              | Место          | Пласман | Резултат   |
| ----- | -------------------------------------- | -------------- | ------- | ---------- |
| 2004  | Светско првенство за јуниоре           | Гросето        | 3       | 16,52 м    |
| 2005  | Европско првенство млађих сениора У-23 | Ерфурт         | 2       | 18,64 м    |
| 2008  | Светско првенство у сали               | Валенсија      | 6       | 18,27 м    |
| 2008  | Олимпијске игре                        | Пекинг         | 11      | 18,55 м    |
| 2009  | Светско првенство на отвореном         | Берлин         | 12      | 17,84 м    |
| 2011  | Европско првенство у дворани           | Париз          | 2       | 18,65 м    |
| 2011  | Светско првенство на отвореном         | Тегу           | 12      | 17,96 м    |
| 2012  | Светско првенство у дворани            | Истанбул       | 10      | 17,58 м    |
| 2012  | Европско првенство на отвореном        | Хелсинки       | 5       | 18,25 m    |
| 2012  | Олимпијске игре                        | Лондон         | 10      | 18,47 м    |
| 2013  | Европско првенство у дворани           | Гетеборг       | 1       | 19,25 м    |
| 2013  | Светско првенство на отвореном         | Москва         | 2       | 20,41 м ЛР |
| 2014  | Светско првенство у дворани            | Сопот          | 2       | 19,94 м    |
| 2014  | Европско првенство                     | Цирих          | 1       | 19,90 м    |
| 2015  | Светско првенство на отвореном         | Пекинг         | 1       | 20,37 м    |
| 2016  | Европско првенство на отвореном        | Амстердам      | 1       | 20,17 м    |
| 2016  | Олимпијске игре                        | Рио де Жанеиро | 6       | 19,03 м    |
| 2018  | Европско првенство на отвореном        | Берлин         | 2       | 19,33 м    |
| 2019  | Европско првенство у дворани           | Глазгов        | 2       | 19,11 м    |

### Лични рекорди Кристине Шваниц
| Дисциплина             | Резултат | Место  | Датум            |
| ---------------------- | -------- | ------ | ---------------- |
| Бацање кугле           | 20,77    | Пекинг | 20. мај 2015.    |
| Бацање кугле (дворана) | 20,05    | Рохлиц | 2. фебруар 2014. |

## Раференце
1. ↑  Лични рекорди на профилу Кристине Шваниц сајт ИААФ